# This Is the Sound
This Is The Sound è l'album d'esordio del gruppo musicale rock e metal svizzero Cellar Darling, pubblicato il 30 giugno 2017 dalla Nuclear Blast. L'album è stato composto dopo l'abbandono, da parte dei tre membri della band, degli Eluveitie.

## Stile
L'album si caratterizza soprattutto per la commistione di elementi alternative rock e folk. Caratteristico è il largo uso della ghironda, che si esibisce anche in frequenti assoli ai quali talvolta vengono applicate delle distorsioni; ciò permette di integrare nel contesto rock l'elemento folcloristico, che è stato molto diminuito rispetto allo stile degli Eluveitie. In vari brani sono inoltre presenti importanti elementi progressive metal, soprattutto per quanto riguarda la gestione delle ritmiche; ciò nonostante, i riff di chitarra si mantengono per lo più su coordinate alternative o hard rock e solo in alcuni brani sono effettivamente metal. Le linee vocali, invece, sono spesso molto orecchiabili. Altre influenze più o meno presenti sono il celtic rock, il gothic rock, symphonic rock e il djent.
I brani sono tutti cantati in inglese, ad eccezione di Hedonia, che è in svizzero tedesco.

## Promozione
Il 23 settembre del 2016 sono stati pubblicati il singolo autoprodotto Challenge e la relativa b-side Fire, Wind & Earth; di Challange è stato pubblicato un lyric video con la partecipazione dell'attrice Fabienne Fellmann.
Nel gennaio 2017 i Cellar Darling hanno firmato un contratto discografico con la Nuclear Blast.
Il 19 maggio è stato pubblicato il brano Black Moon e il 17 giugno Avalanche; i due singoli sono stati promossi con un videoclip ciascuno, entrambi girati a Tenerife. Dopo queste anticipazioni, il 30 giugno 2017 è stato pubblicato l'album di debutto della band, This Is The Sound, insieme al lyric video di The Hermit. Il 7 novembre è stato inoltre pubblicato il videoclip di Six Days, che è stato disegnato e animato da Costin Chioreanu. Il 23 maggio 2018 viene infine pubblicata, sotto forma di singolo, una reinterpretazione di The Prophet's Song dei Queen; di questa cover, inizialmente presentata come traccia bonus di This Is The Sound, è stato pubblicato anche un videoclip.

## Tracce
Testi di Anna Murphy, musiche di Anna Murphy, Ivo Henzi e Merlin Sutter, eccetto dove indicato.
1. Avalanche – 4:08
2. Black Moon – 4:12
3. Challenge – 3:38
4. Hullaballoo – 3:35
5. Six Days – 5:49
6. The Hermit – 3:16
7. Water – 1:54
8. Fire, Wind & Earth – 4:41
9. Rebels – 5:34
10. Under the Oak Tree... – 4:13
11. ...High Above These Crowns – 2:45
12. Starcrusher – 3:20
13. Hedonia – 7:29 (musica: Cellar Darling, Fredy Schnyder)
14. Redemption – 5:19

Tracce bonus nell'edizione Digibook
1. The Cold Song (Henry Purcell cover) – 4:06 (testo: John Dryden – musica: Henry Purcell)
2. Mad World (Tear for Fears cover) – 3:23 (Roland Orzabal)
3. The Prophet's Song (Queen cover) – 7:15 (Brian May)

## Formazione
Gruppo
- Anna Murphy – voce, ghironda, flauto traverso, sintetizzatore, arrangiamenti degli archi, arrangiamenti del pianoforte
- Ivo Henzi – chitarra elettrica, chitarra acustica, basso elettrico
- Merlin Sutter – batteria

Altri musicisti
- Shir-Ran Yinon – violino, viola, arrangiamenti degli archi
- Fredy Schnyder – dulcimer, pianoforte, arrangiamenti del pianoforte
- Brendan Wade – uilleann pipeps

Produzione
- Tommy Vetterli – produzione, missaggio, ingegneria del suono
- Anna Murphy – produzione, ingegneria del suono
- Jens Bogren – mastering

## Classifiche
| Classifica (2017)          | Posizione massima |
| -------------------------- | ----------------- |
| Germania                   | 88                |
| Regno Unito (Independent)  | 47                |
| Regno Unito (Rock & Metal) | 19                |
| Svizzera                   | 16                |